# 雷蒙尼·史尼奇
雷蒙尼·史尼奇（英語：Lemony Snicket）是美國作家丹尼爾·韓德勒的筆名，也是《波特萊爾大遇險》系列小說的角色之一。故事中的雷蒙尼·史尼奇是一名作家、研究員，秘密組織V.F.D.的成員。
丹尼爾·韓德勒使用雷蒙尼·史尼奇這個筆名推出了《波特萊爾大遇險》系列的十三部小說，以及《雷蒙尼·史尼奇：未授權自傳》、《墨漬鎮謎團》系列等相關作品。

## 角色

雷蒙尼·史尼奇的簽名。

雷蒙尼·史尼奇有兩名兄弟姊妹：凱特和賈克斯。曾在蒙堤山脈的V.F.D.總部學習，畢業後在《小道消息日報》工作。他曾經愛上一位名叫貝雅麗采的女子，與對方訂了婚，但最終貝雅麗采卻出於不明原因而與雷蒙尼分手。
雷蒙尼·史尼奇出於個人及法律原因而調查波特萊爾三姊弟在雙親身亡後所遭遇的不幸經歷。

## 改編
在2004年電影《波特萊爾的冒險》中，由裘德·洛飾演。
在2017至2019年播出的電視劇《波特萊爾的冒險》中，由派屈克·華博頓飾演。該劇中，雷蒙尼·史尼奇扮演著較為重要的角色，他無處不在，講解劇情和角色的背景，還時常勸觀眾不要再看下去。

## 外部連結
- 官方网站（英文）
- 雷蒙尼·史尼奇的X（前Twitter）（英文）
- 丹尼爾·韓德勒官網 （页面存档备份，存于）（英文）